# Заводской (Ростовская область)
Заводско́й — упразднённый рабочий посёлок в городском округе город Каменск-Шахтинский Ростовской области России. В 2004 году включен в состав города Каменск-Шахтинский.

## География
Микрорайон Заводской находится в 9 км почти точно к северу от основной части города Каменск-Шахтинский, на левом берегу реки Глубокой (отделён от неё хутором Масаловка).
Остановочный пункт 1027 километр Северо-Кавказской железной дороги.

## История
Бывший посёлок городского типа с 1957 года, находился в подчинении Каменск-Шахтинского горсовета. Позднее в состав Заводского была включена северо-восточная часть хутора Масаловка. В 2004 году вошёл в состав города Каменск-Шахтинский как микрорайон.

## Население
| 1959 | 1970  | 1979  | 1989  | 2002  |
| ---- | ----- | ----- | ----- | ----- |
| 3039 | ↗5090 | ↗5993 | ↗8721 | ↗8962 |

## Экономика
Имеются предприятия:
- «Каменский машиностроительный завод» — расформирован в 2012 году,
- Завод по выпуску автобетоносмесителей АО «Тигарбо» — бывший КОМЗ,
- «Завод железобетонных изделий» — расформирован,
- «Каменский завод транспортного машиностроения»,
- Перо-пуховая фабрика — сейчас это «Донской пух».

В разрушенном состоянии находятся: мясокомбинат, СУ-10, асфальтобитумный завод.

## Фотографии
- Площадь Ленина
- Памятник Г.К. Жукову
- ДК машиностроителей